# Gran Premio di superbike d'Europa 2002
Il Gran Premio di superbike d'Europa 2002 è stato la decima prova su tredici del campionato mondiale Superbike 2002, disputato il 28 luglio sul circuito di Brands Hatch, in gara 1 ha visto la vittoria di Colin Edwards davanti a Neil Hodgson e Troy Bayliss, lo stesso pilota si è ripetuto anche in gara 2, davanti a Troy Bayliss e Neil Hodgson.
La vittoria nella gara valevole per il campionato mondiale Supersport 2002 è stata ottenuta da Katsuaki Fujiwara; i risultati definitivi della gara, avvenuta in tre parti distinte sono stati ottenuti grazie alla somma dei tempi delle singole manche.
La gara del campionato Europeo della classe Superstock viene vinta da Chris Burns.

## Risultati

### Gara 1

#### Arrivati al traguardo[5]
| Pos. | Nº  | Pilota               | Squadra                   | Motocicletta        | Giri | Tempo     | Griglia | Punti |
| ---- | --- | -------------------- | ------------------------- | ------------------- | ---- | --------- | ------- | ----- |
| 1º   | 2   | Colin Edwards        | Castrol Honda             | Honda VTR 1000 SP2  | 25   | 36:27.555 | 2º      | 25    |
| 2º   | 100 | Neil Hodgson         | HM Plant Ducati           | Ducati 998 F 01     | 25   | +0:01.173 | 1º      | 20    |
| 3º   | 1   | Troy Bayliss         | Ducati Infostrada         | Ducati 998 F 02     | 25   | +0:10.327 | 4º      | 16    |
| 4º   | 41  | Noriyuki Haga        | Playstation2-FGF Aprilia  | Aprilia RSV 1000    | 25   | +0:22.243 | 11º     | 13    |
| 5º   | 11  | Rubén Xaus           | Ducati Infostrada         | Ducati 998 F 02     | 25   | +0:22.483 | 12º     | 11    |
| 6º   | 9   | Chris Walker         | Kawasaki Racing           | Kawasaki ZX-7RR     | 25   | +0:26.496 | 10º     | 10    |
| 7º   | 155 | Ben Bostrom          | Ducati L & M              | Ducati 998 F 02     | 25   | +0:26.535 | 8º      | 9     |
| 8º   | 7   | Pierfrancesco Chili  | Ducati NCR Axo            | Ducati 998 RS       | 25   | +0:26.788 | 5º      | 8     |
| 9º   | 52  | James Toseland       | HM Plant Ducati           | Ducati 998 F 01     | 25   | +0:32.322 | 6º      | 7     |
| 10º  | 55  | Shane Byrne          | Renegade Ducati           | Ducati 998 RS       | 25   | +0:32.634 | 9º      | 6     |
| 11º  | 33  | Juan Borja           | Spaziotel Racing          | Ducati 998 RS       | 25   | +0:38.192 | 7º      | 5     |
| 12º  | 30  | Alessandro Antonello | DFX Racing Ducati Pirelli | Ducati 998 RS       | 25   | +0:46.955 | 20º     | 4     |
| 13º  | 14  | Hitoyasu Izutsu      | Kawasaki Racing           | Kawasaki ZX-7RR     | 25   | +0:47.247 | 21º     | 3     |
| 14º  | 56  | Dean Ellison         | D & B Racing              | Ducati 996 RS       | 25   | +0:48.785 | 16º     | 2     |
| 15º  | 10  | Gregorio Lavilla     | Alstare Suzuki Corona     | Suzuki GSX-R750 Y   | 25   | +0:49.890 | 15º     | 1     |
| 16º  | 20  | Marco Borciani       | Pedercini                 | Ducati 998 RS       | 25   | +0:57.652 | 18º     |       |
| 17º  | 5   | Mark Heckles         | Castrol Honda Rumi        | Honda VTR 1000 SP2  | 25   | +1:07.542 | 22º     |       |
| 18º  | 6   | Peter Goddard        | Benelli Sport             | Benelli Tornado 900 | 25   | +1:08.229 | 23º     |       |
| 19º  | 99  | Steve Martin         | DFX Racing Ducati Pirelli | Ducati 998 RS       | 25   | +1:21.303 | 14º     |       |
| 20º  | 57  | Glen Richards        | Hawk Kawasaki             | Kawasaki ZX-7RR     | 25   | +1:25.120 | 13º     |       |

#### Ritirati
| Nº | Pilota          | Squadra             | Motocicletta       | Giri | Griglia |
| -- | --------------- | ------------------- | ------------------ | ---- | ------- |
| 54 | Michael Rutter  | Renegade Ducati     | Ducati 998 RS      | 20   | 3º      |
| 46 | Mauro Sanchini  | Kawasaki Bertocchi  | Kawasaki ZX-7RR    | 12   | 19º     |
| 12 | Broc Parkes     | Ducati NCR Parmalat | Ducati 998 RS      | 8    | 26º     |
| 19 | Lucio Pedercini | Pedercini           | Ducati 998 RS      | 6    | 17º     |
| 68 | Bertrand Stey   | White Endurance     | Honda VTR 1000 SP1 | 4    | 25º     |
| 36 | Ivan Clementi   | Kawasaki Bertocchi  | Kawasaki ZX-7RR    | 3    | 24º     |

### Gara 2

#### Arrivati al traguardo[6]
| Pos. | Nº  | Pilota               | Squadra                   | Motocicletta       | Giri | Tempo     | Griglia | Punti |
| ---- | --- | -------------------- | ------------------------- | ------------------ | ---- | --------- | ------- | ----- |
| 1º   | 2   | Colin Edwards        | Castrol Honda             | Honda VTR 1000 SP2 | 25   | 36:27.655 | 2º      | 25    |
| 2º   | 1   | Troy Bayliss         | Ducati Infostrada         | Ducati 998 F 02    | 25   | +0:02.326 | 4º      | 20    |
| 3º   | 100 | Neil Hodgson         | HM Plant Ducati           | Ducati 998 F 01    | 25   | +0:02.748 | 1º      | 16    |
| 4º   | 155 | Ben Bostrom          | Ducati L & M              | Ducati 998 F 02    | 25   | +0:13.130 | 8º      | 13    |
| 5º   | 41  | Noriyuki Haga        | Playstation2-FGF Aprilia  | Aprilia RSV 1000   | 25   | +0:13.272 | 11º     | 11    |
| 6º   | 11  | Rubén Xaus           | Ducati Infostrada         | Ducati 998 F 02    | 25   | +0:13.293 | 12º     | 10    |
| 7º   | 7   | Pierfrancesco Chili  | Ducati NCR Axo            | Ducati 998 RS      | 25   | +0:14.964 | 5º      | 9     |
| 8º   | 9   | Chris Walker         | Kawasaki Racing           | Kawasaki ZX-7RR    | 25   | +0:21.924 | 10º     | 8     |
| 9º   | 54  | Michael Rutter       | Renegade Ducati           | Ducati 998 RS      | 25   | +0:24.708 | 3º      | 7     |
| 10º  | 55  | Shane Byrne          | Renegade Ducati           | Ducati 998 RS      | 25   | +0:29.830 | 9º      | 6     |
| 11º  | 33  | Juan Borja           | Spaziotel Racing          | Ducati 998 RS      | 25   | +0:30.216 | 7º      | 5     |
| 12º  | 10  | Gregorio Lavilla     | Alstare Suzuki Corona     | Suzuki GSX-R750 Y  | 25   | +0:30.609 | 15º     | 4     |
| 13º  | 30  | Alessandro Antonello | DFX Racing Ducati Pirelli | Ducati 998 RS      | 25   | +0:44.370 | 20º     | 3     |
| 14º  | 57  | Glen Richards        | Hawk Kawasaki             | Kawasaki ZX-7RR    | 25   | +0:46.794 | 13º     | 2     |
| 15º  | 20  | Marco Borciani       | Pedercini                 | Ducati 998 RS      | 25   | +0:51.631 | 18º     | 1     |
| 16º  | 99  | Steve Martin         | DFX Racing Ducati Pirelli | Ducati 998 RS      | 25   | +0:54.379 | 14º     |       |
| 17º  | 14  | Hitoyasu Izutsu      | Kawasaki Racing           | Kawasaki ZX-7RR    | 25   | +0:58.153 | 21º     |       |
| 18º  | 12  | Broc Parkes          | Ducati NCR Parmalat       | Ducati 998 RS      | 25   | +1:05.044 | 26º     |       |
| 19º  | 46  | Mauro Sanchini       | Kawasaki Bertocchi        | Kawasaki ZX-7RR    | 25   | +1:05.983 | 19º     |       |
| 20º  | 5   | Mark Heckles         | Castrol Honda Rumi        | Honda VTR 1000 SP2 | 25   | +1:08.833 | 22º     |       |
| 21º  | 36  | Ivan Clementi        | Kawasaki Bertocchi        | Kawasaki ZX-7RR    | 25   | +1:14.027 | 24º     |       |

#### Ritirati
| Nº | Pilota          | Squadra         | Motocicletta        | Giri | Griglia |
| -- | --------------- | --------------- | ------------------- | ---- | ------- |
| 56 | Dean Ellison    | D & B Racing    | Ducati 996 RS       | 24   | 16º     |
| 52 | James Toseland  | HM Plant Ducati | Ducati 998 F 01     | 14   | 6º      |
| 19 | Lucio Pedercini | Pedercini       | Ducati 998 RS       | 3    | 17º     |
| 68 | Bertrand Stey   | White Endurance | Honda VTR 1000 SP1  | 3    | 25º     |
| 6  | Peter Goddard   | Benelli Sport   | Benelli Tornado 900 | 0    | 23º     |

### Supersport

#### Arrivati al traguardo
| Pos. | Nº  | Pilota                | Squadra                      | Motocicletta    | Giri | Tempo     | Punti |
| ---- | --- | --------------------- | ---------------------------- | --------------- | ---- | --------- | ----- |
| 1º   | 37  | Katsuaki Fujiwara     | Alstare Suzuki Corona        | Suzuki GSX-R600 | 23   | 35'09.441 | 25    |
| 2º   | 99  | Fabien Foret          | Ten Kate Honda               | Honda CBR 600F  | 23   | +0.286    | 20    |
| 3º   | 2   | Paolo Casoli          | Yamaha Belgarda              | Yamaha YZF R6   | 23   | +1.442    | 16    |
| 4º   | 9   | Iain MacPherson       | Ten Kate Honda               | Honda CBR 600F  | 23   | +4.955    | 13    |
| 5º   | 3   | Jörg Teuchert         | Yamaha Motor Germany         | Yamaha YZF R6   | 23   | +6.298    | 11    |
| 6º   | 91  | Christian Kellner     | Yamaha Motor Germany         | Yamaha YZF R6   | 23   | +7.741    | 10    |
| 7º   | 15  | Alessio Corradi       | Team Italia Spadaro          | Yamaha YZF R6   | 23   | +12.375   | 9     |
| 8º   | 17  | Chris Vermeulen       | Van-zon-Honda-T.K.R.         | Honda CBR 600F  | 23   | +14.412   | 8     |
| 9º   | 5   | Kevin Curtain         | OPCM Racing                  | Yamaha YZF R6   | 23   | +25.491   | 7     |
| 10º  | 54  | Stuart Easton         | Monster Mob Ducati           | Ducati 748 R    | 23   | +27.837   | 6     |
| 11º  | 20  | Stefano Cruciani      | T. Italia Lorenzini by Leoni | Yamaha YZF R6   | 23   | +29.230   | 5     |
| 12º  | 71  | Werner Daemen         | Van-zon-Honda-T.K.R.         | Honda CBR 600F  | 23   | +31.523   | 4     |
| 13º  | 8   | James Ellison         | Kawasaki Racing              | Kawasaki ZX-6R  | 23   | +37.655   | 3     |
| 14º  | 116 | Sébastien Charpentier | Moto 1                       | Honda CBR 600F  | 23   | +42.579   | 2     |
| 15º  | 10  | John McGuinness       | Honda UK Race                | Honda CBR 600F  | 23   | +52.075   | 1     |
| 16º  | 70  | Nigel Arnold          | BKM Honda Racing             | Honda CBR 600F  | 23   | +1'00.432 |       |
| 17º  | 64  | Claudio Cipriani      | GIMotorsport                 | Yamaha YZF R6   | 23   | +1'00.952 |       |
| 18º  | 1   | Andrew Pitt           | Kawasaki Racing              | Kawasaki ZX-6R  | 23   | +1'06.097 |       |
| 19º  | 42  | Matthieu Lagrive      | Saveko Racing                | Yamaha YZF R6   | 23   | +1'15.959 |       |

#### Ritirati
| Nº | Pilota               | Squadra                | Motocicletta    | Giri |
| -- | -------------------- | ---------------------- | --------------- | ---- |
| 88 | Scott Smart          | Norwood Adam Honda     | Honda CBR 600F  | 21   |
| 33 | Robert Frost         | Saveko Racing          | Yamaha YZF R6   | 20   |
| 7  | Karl Muggeridge      | Honda UK Race          | Honda CBR 600F  | 13   |
| 11 | Piergiorgio Bontempi | Ducati NCR Nortel Net. | Ducati 748 R    | 9    |
| 12 | Stéphane Chambon     | Alstare Suzuki Corona  | Suzuki GSX-R600 | 6    |
| 69 | James Whitham        | Yamaha Belgarda        | Yamaha YZF R6   | 6    |
| 13 | Christophe Cogan     | BKM Honda Racing       | Honda CBR 600F  | 3    |
| 16 | Gianluca Nannelli    | Rox Racing             | Ducati 748 R    | 0    |

### Superstock

#### Arrivati al traguardo
| Pos. | Nº | Pilota               | Squadra                      | Motocicletta       | Giri | Tempo     | Punti |
| ---- | -- | -------------------- | ---------------------------- | ------------------ | ---- | --------- | ----- |
| 1º   | 56 | Chris Burns          | Roundstone Racing            | Suzuki GSX 1000 R  | 12   | 18'26.809 | 25    |
| 2º   | 58 | Kieran Murphy        | Chrysalis Racing             | Suzuki GSX 1000 R  | 12   | +3.411    | 20    |
| 3º   | 62 | Ross McCulloch       | Eti                          | Suzuki GSX 1000 R  | 12   | +7.100    | 16    |
| 4º   | 4  | Andi Notman          | LiveOnScreen Racing          | Suzuki GSX 1000 R  | 12   | +7.700    | 13    |
| 5º   | 2  | Walter Tortoroglio   | Rumi                         | Honda CBR 900 RR   | 12   | +12.074   | 11    |
| 6º   | 6  | Gianluca Vizziello   | GIMotorsport                 | Yamaha YZF 1000 R1 | 12   | +15.621   | 10    |
| 7º   | 28 | Giacomo Romanelli    | Alstare System Suzuki Italia | Suzuki GSX 1000 R  | 12   | +17.212   | 9     |
| 8º   | 24 | Luke Quigley         | Jentin Racing                | Suzuki GSX 1000 R  | 12   | +17.252   | 8     |
| 9º   | 33 | Ludovic Fourreau     | Arbr 'A' Cames               | Suzuki GSX 1000 R  | 12   | +20.635   | 7     |
| 10º  | 34 | Didier Van Keymeulen | ICSAT                        | Suzuki GSX 1000 R  | 12   | +26.214   | 6     |
| 11º  | 63 | Dennis Hobbs         | Hobbs Racing                 | Suzuki GSX 1000 R  | 12   | +31.041   | 5     |
| 12º  | 44 | Alessandro Brannetti | Rumi                         | Honda CBR 900 RR   | 12   | +32.109   | 4     |
| 13º  | 3  | Fabrizio De Marco    | Rumi                         | Honda CBR 900 RR   | 12   | +32.895   | 3     |
| 14º  | 23 | Simon Andrews        | UCL Racing Honda             | Honda CBR 900 RR   | 12   | +33.321   | 2     |
| 15º  | 90 | Lorenzo Mauri        | Lorenzini by Leoni           | Yamaha YZF 1000 R1 | 12   | +39.619   | 1     |
| 16º  | 7  | Robert De Vries      | MCT-Sitra                    | Ducati 998 S       | 12   | +46.308   |       |
| 17º  | 11 | Nicolas Saelens      | MCT-Sitra                    | Ducati 998 S       | 12   | +1'06.773 |       |
| 18º  | 20 | Geoffrey Naze        | Zone Rouge                   | Yamaha YZF 1000 R1 | 12   | +1'07.018 |       |
| 19º  | 21 | Sergio Ruggiero      | Rox Racing                   | Ducati 998 S       | 12   | +1'09.027 |       |
| 20º  | 26 | Christian Nau        | Suzuki Stefan Schmidt        | Suzuki GSX 1000 R  | 12   | +1'10.223 |       |
| 21º  | 22 | Christian Dal Corso  | Spaziotel Racing             | Ducati 998 S       | 12   | +1'17.137 |       |
| 22º  | 16 | John Bakker          | Lowlands Racing              | Ducati 998 S       | 12   | +1'17.722 |       |

#### Non classificato
| Nº | Pilota          | Squadra       | Motocicletta      | Giri |
| -- | --------------- | ------------- | ----------------- | ---- |
| 95 | Michael Laverty | E.M.S. Racing | Suzuki GSX 1000 R | 8    |

#### Ritirati
| Nº | Pilota             | Squadra                      | Motocicletta       | Giri |
| -- | ------------------ | ---------------------------- | ------------------ | ---- |
| 37 | William De Angelis | Lorenzini by Leoni           | Yamaha YZF 1000 R1 | 6    |
| 49 | Koen Vleugels      | K.S. Racing                  | Suzuki GSX 1000 R  | 5    |
| 42 | Riccardo Chiarello | D.F.X. Racing Ducati Pirelli | Ducati 998 S       | 3    |
| 45 | Marek Červený      | Intermoto Progress Ecoplast  | Honda CBR 900 RR   | 3    |
| 18 | Ciro Ranieri       | Five Racing                  | Yamaha YZF 1000 R1 | 3    |
| 57 | Steve Brogan       | Lloyds Autobodies            | Suzuki GSX 1000 R  | 2    |
| 31 | Vittorio Iannuzzo  | Alstare System Suzuki Italia | Suzuki GSX 1000 R  | 2    |